# Kourou (rivier)
De Kourou is een rivier van Frans-Guyana in de gemeente Kourou. De rivier heeft zijn bron in de heuvels in het zuiden van de gemeente, en heeft zijn monding in de Atlantische Oceaan. De Kourou is 144 kilometer lang.
De Kourou wordt voornamelijk gebruikt door de pleziervaart. Er zijn verschillende toeristische oorden en boskampen langs de rivier. Bij de monding loopt de rivier langs de jachthaven van de gelijknamige stad.

## Galerij

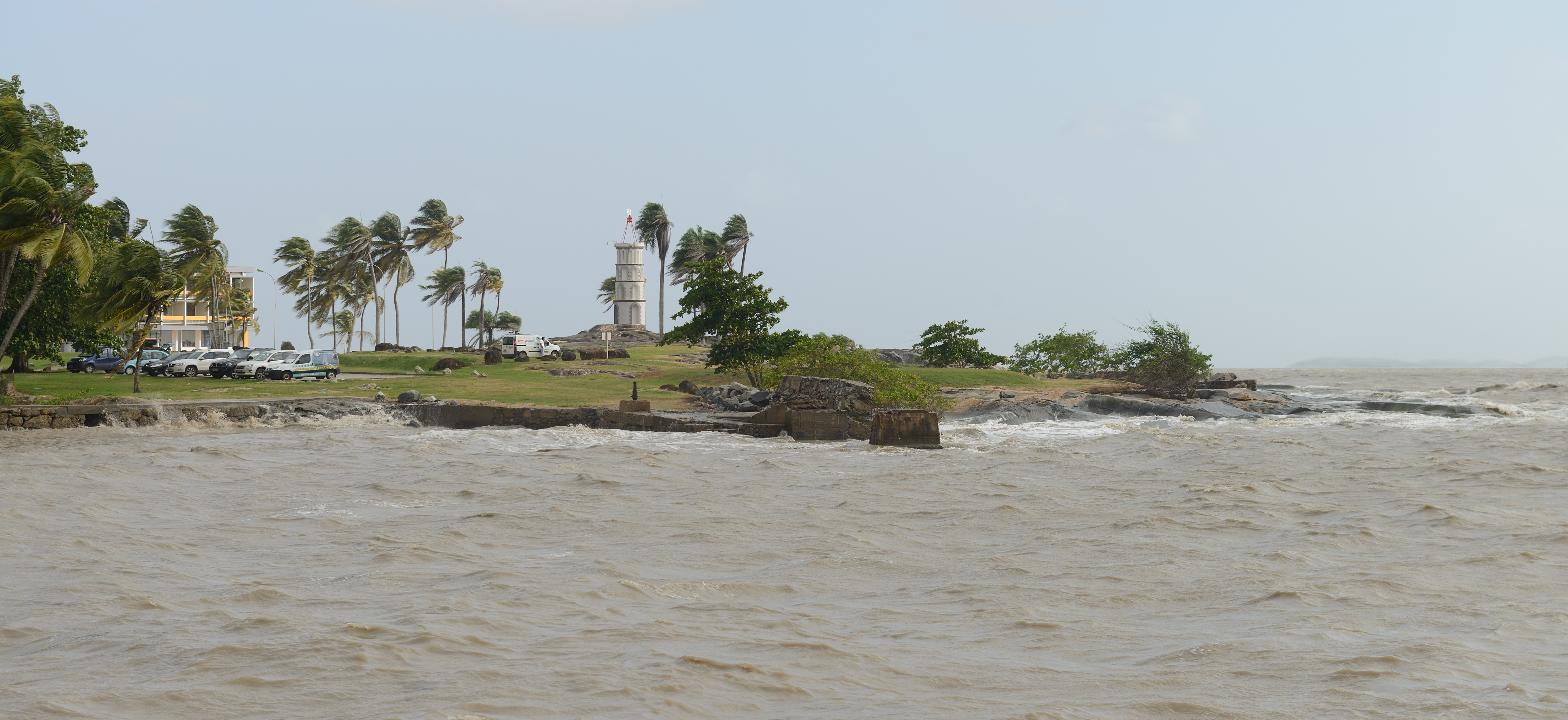
Zicht op de stad Kourou
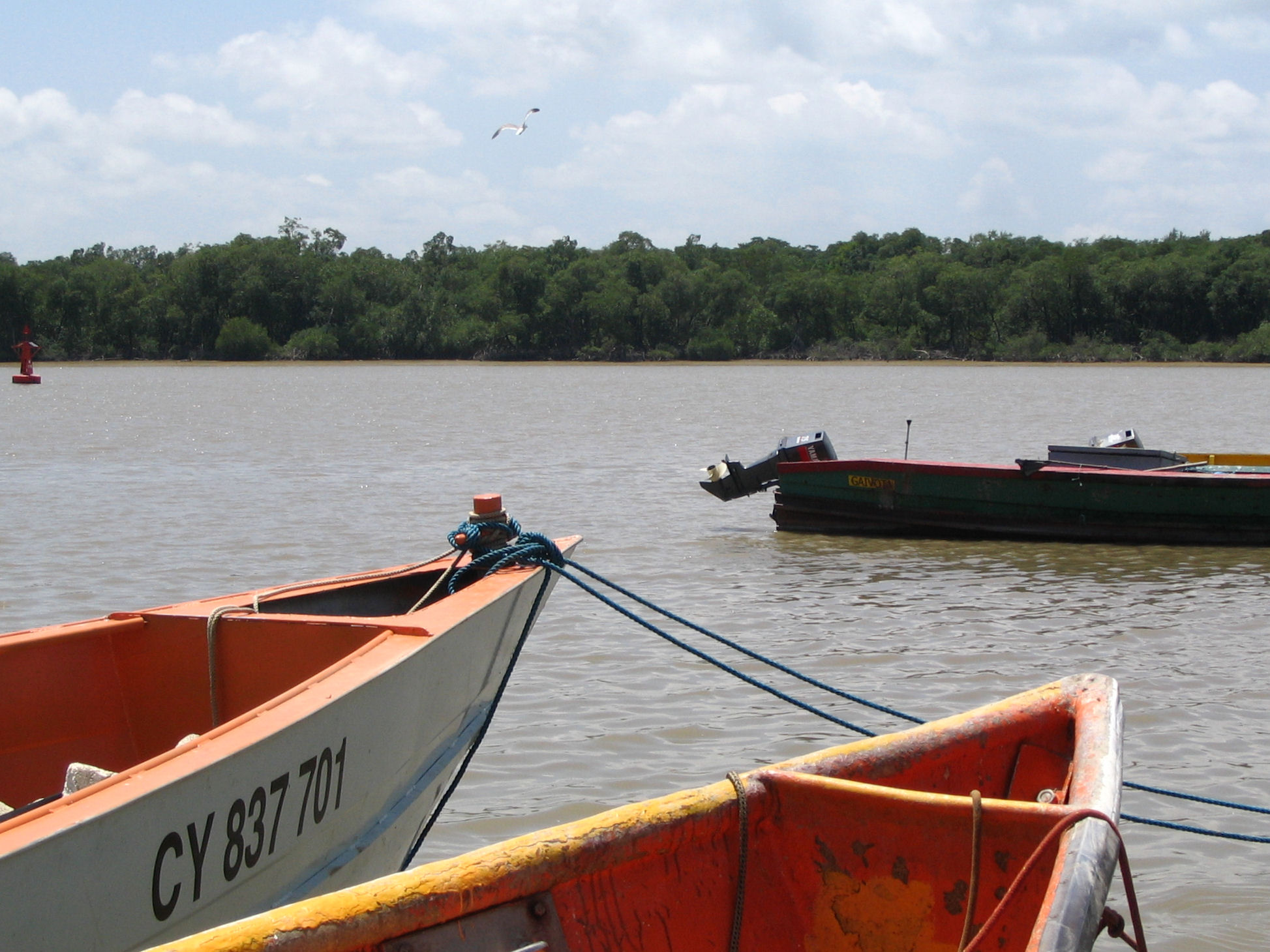
Bootjes in de rivier
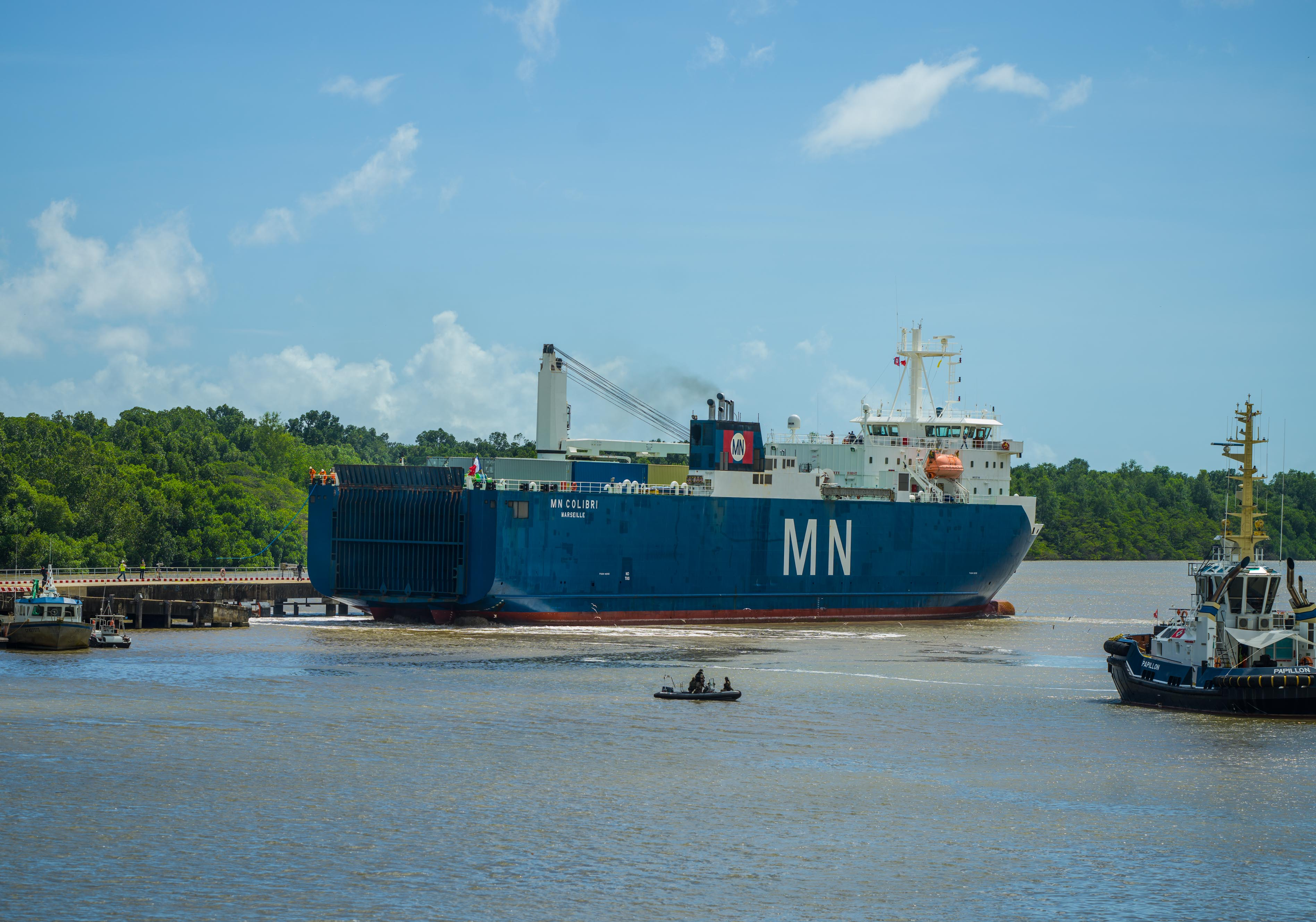
James Webb-ruimtetelescoop komt in Kourou aan